# Sauge sclarée
Salvia sclarea
Espèce
Classification phylogénétique
La sauge sclarée (Salvia sclarea L.) est une espèce de plantes à fleurs de la famille des Lamiacées. C'est une plante herbacée bisannuelle originaire du sud de l'Europe et d'Asie occidentale. Elle est cultivée pour ses feuilles et fleurs utilisées pour leurs qualités aromatiques et médicinales.
On trouve aussi les appellations communes suivantes : "toute bonne", "sclarée", "orvale", "orviot".
Étymologie : le mot "sclarée" vient du latin sclareia (Gargilius Martialis, IIIe siècle) ou sclarega. C'est une déformation du latin classique hastula regia, puis *astlaregia, *asclareia, "tige royale", qui était un nom de la tige d'asphodèle. Les deux plantes ont été utilisées comme ornement liturgique.

## Description
La sauge sclarée est une plante herbacée bisannuelle ou vivace (de vie courte), très odorante, très velue, de 40-100 cm de hauteur dans la nature mais pouvant atteindre 1,60 m en culture. Les tiges quadrangulaires sont assez robustes, érigées, ramifiées. Elles portent dans la partie supérieure des poils glanduleux (contenant de l'huile essentielle) et sont pubescentes ailleurs.
Les feuilles sont grandes, opposées, de forme ovale, à base cordée, à marge serretée, crénelée, pubescentes-grisâtres. Le pétiole fait de 4 à 15 cm.
L'inflorescence terminale de la tige principale (et des rameaux secondaires) est une longue panicule de 30-60 cm de haut, visqueuse, portant sur ses rameaux des verticilles de 2 à 6 fleurs. Chaque verticille est sous-tendu par 2 bractées florales membraneuses, orbiculaires, d'abord d'un rose pâle veiné de mauve puis blanchâtre veiné de vert. La fleur de 3 cm de long comporte un calice pubescent à 13 nervures et dents épineuses et une corolle à lèvre inférieure blanche et lèvre supérieure falciforme (en forme de faux), bleu pâle à lilas.
La floraison se fait en juin.
La plante est très décorative tant par son feuillage que par ses longues inflorescences aux couleurs rose et bleu pastel. C'est une plante typique de jardin de curé.
La variété "Turkestanica" possède des tiges roses et des fleurs en épis blanc rosé.

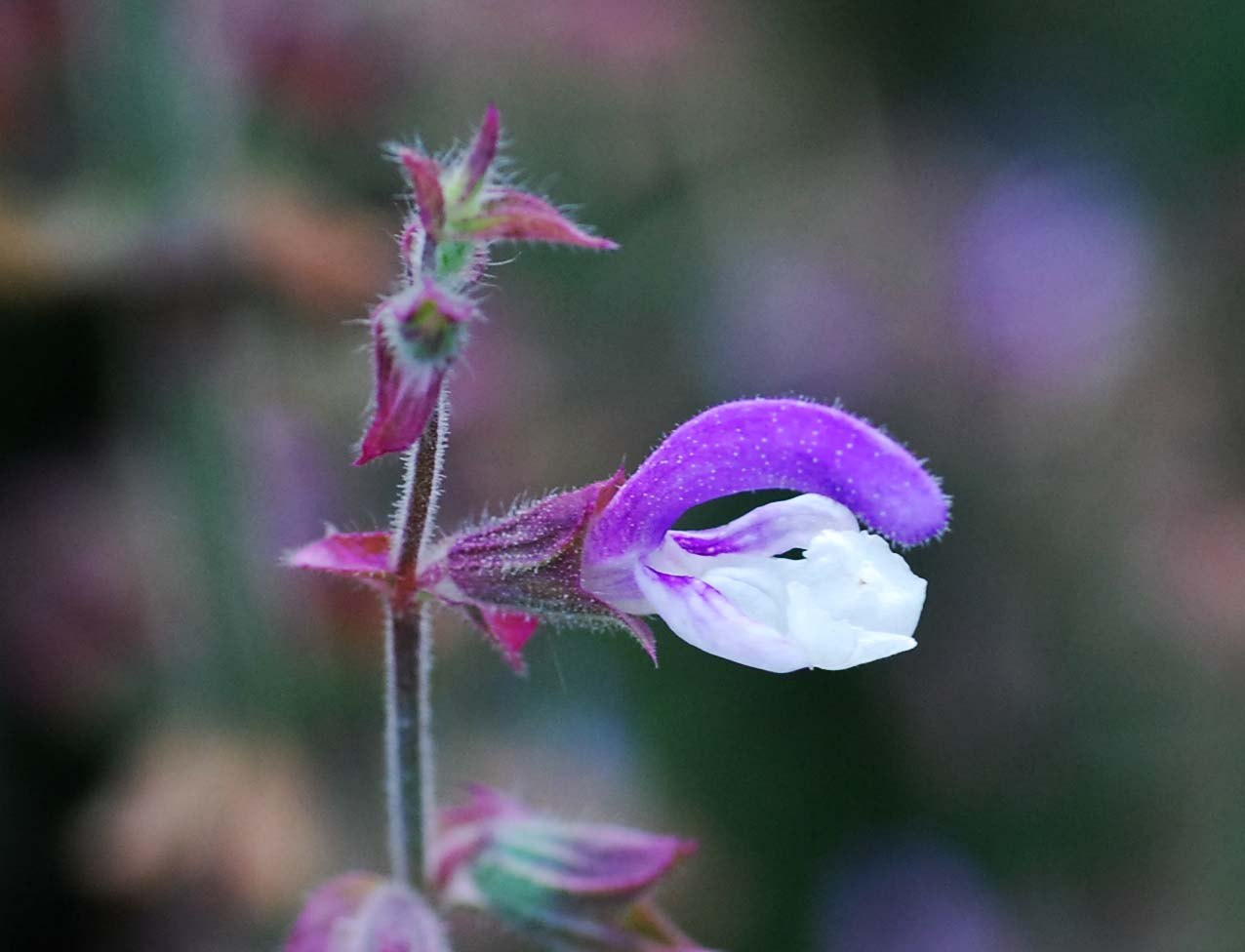
Fleur de sauge sclarée.
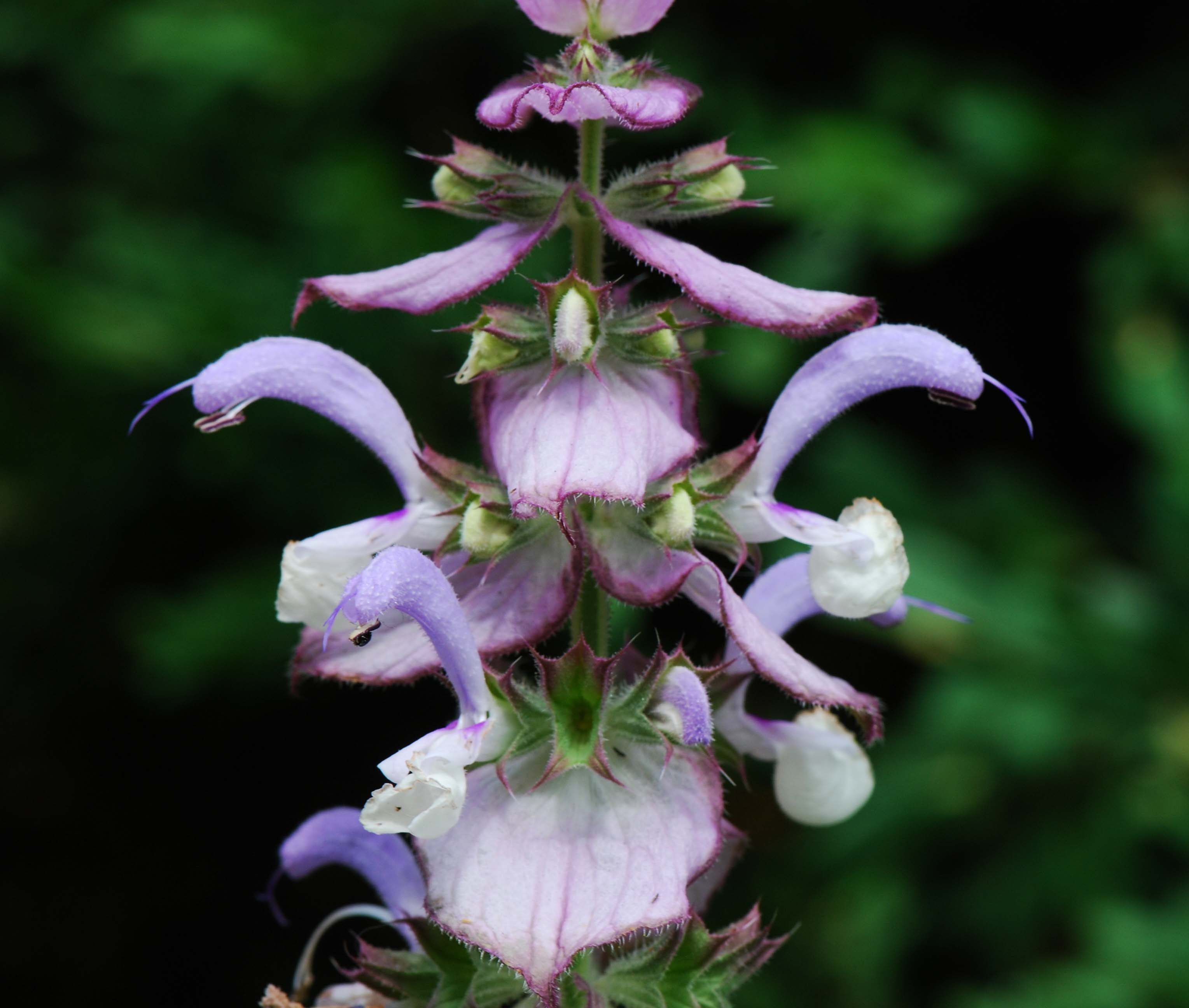
Inflorescence, quelques verticilles.
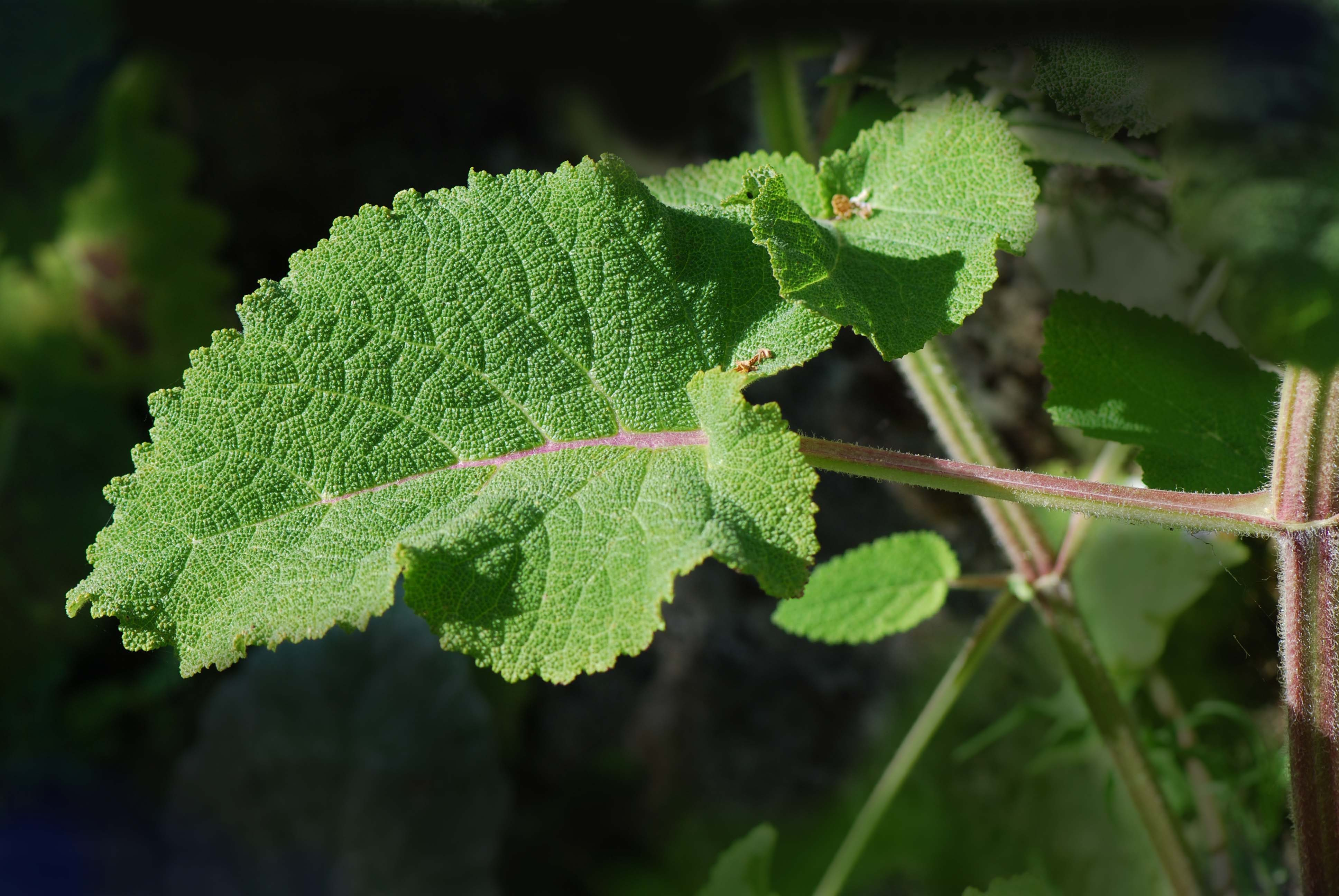
Feuille.

## Distribution
La plante est originaire d'Asie occidentale (Turquie, Caucase, Syrie, Liban, Iran, Afghanistan, Pakistan) et d'Europe méridionale et centrale (Allemagne, Italie, France, Bulgarie, Grèce, ex-Yougoslavie, Espagne, Portugal).
Largement cultivée dans les pays tempérés comme plante à la fois ornementale et médicinale, la sauge sclarée se ressème spontanément. Naturalisée dans de nombreuses régions d'Europe et d'Amérique, elle est même considérée comme plante envahissante aux États-Unis.

## Propriétés

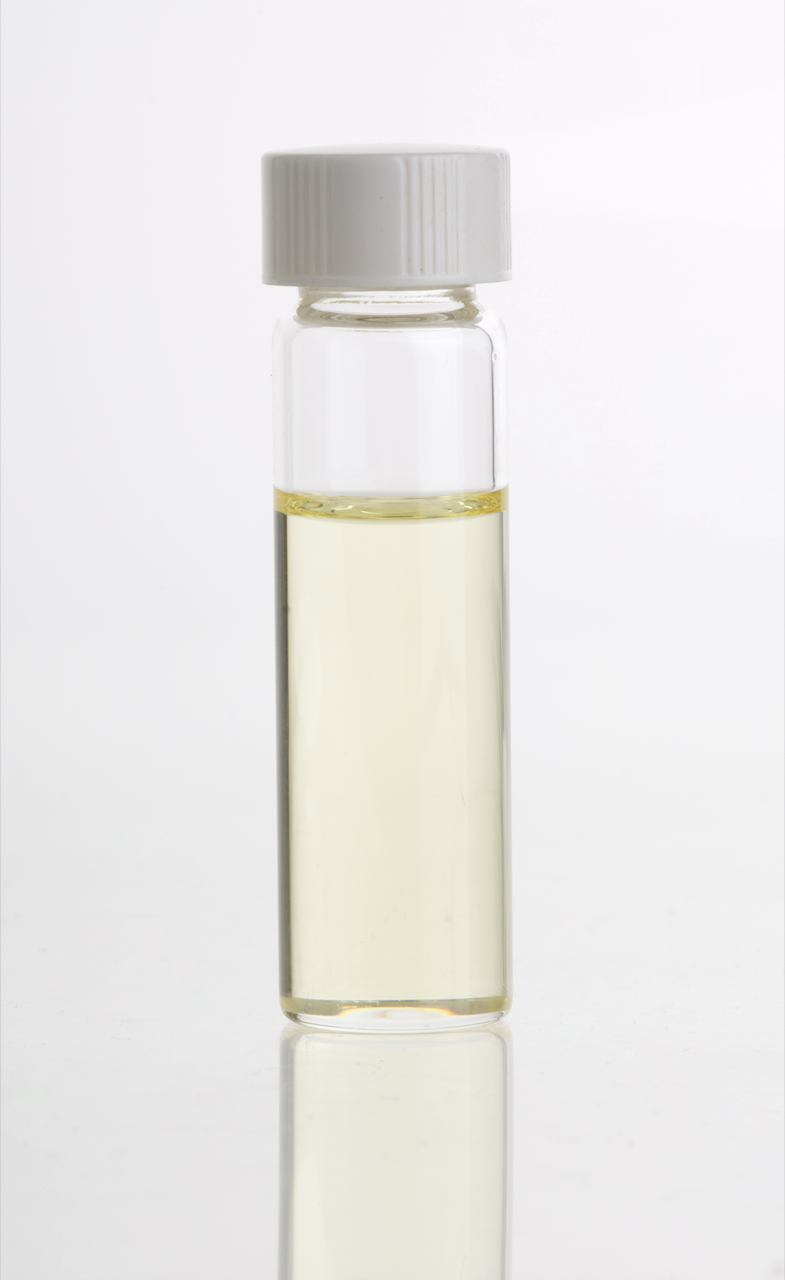
HE de sauge sclarée.

L'huile essentielle tirée des feuilles possède des propriétés analgésiques, anti-inflammatoires, antioxydantes, antimicrobiennes et cytotoxiques. Elle est riche en Oméga-3 et comporte des monoterpènes, des sesquiterpènes et des diterpènes. Les composants principaux sont le linalol (42 %), l'alpha-terpineol (13 %), le géraniol (6 %), le myrcène (3 %) et le sclaréol de 1,6 à 7 %. Le linalol est un des monoterpènes les plus utilisés par l'industrie de la parfumerie. Il possède des activités antinociceptives, anticonvulsifiantes et sédatives.
La racine de la sauge sclarée est connue pour accumuler des diterpénoïdes (ferruginol, salvipisone, aethiopinone). Ces composés manifestent des activités antibactériennes Gram-positives. La salvipisone développe la plus forte activité antibactérienne.
La plante est aussi riche en vitamine K (vitamine K1).

## Culture

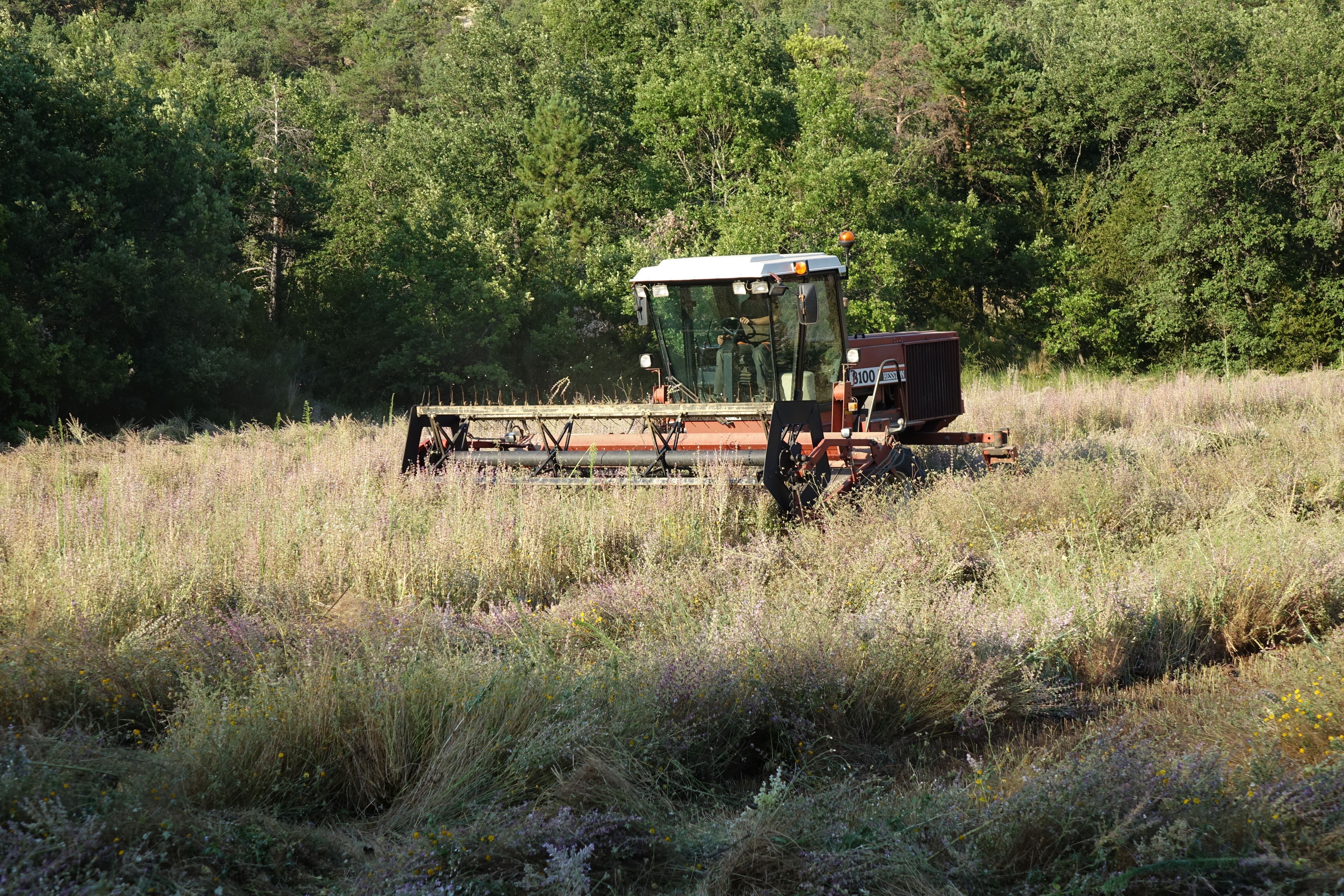
Récolte de la sauge sclarée dans les Alpes-de-Haute-Provence.

Sa culture demande un sol frais, léger, légèrement calcaire (pH > 6.5) et une exposition ensoleillée.
La multiplication se fait par semis au début du printemps en pépinière, suivi d'un repiquage en mai, ou bien par division de touffes. La récolte intervient au bout de 4 à 5 mois après la plantation.

## Utilisation

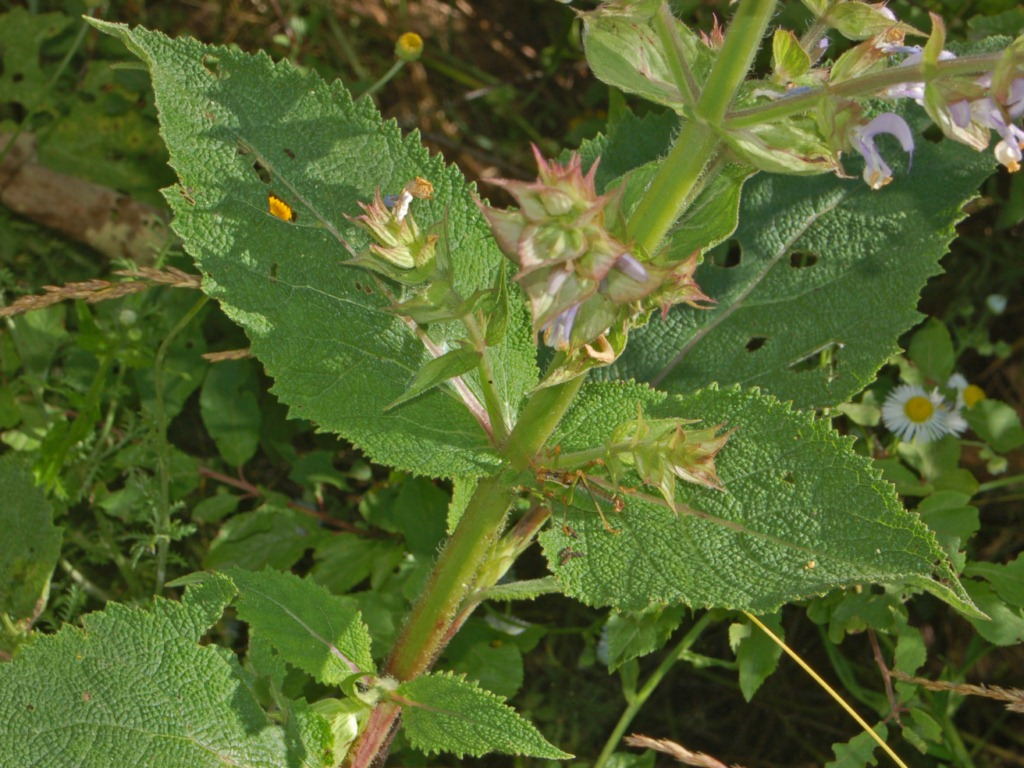
Feuilles.

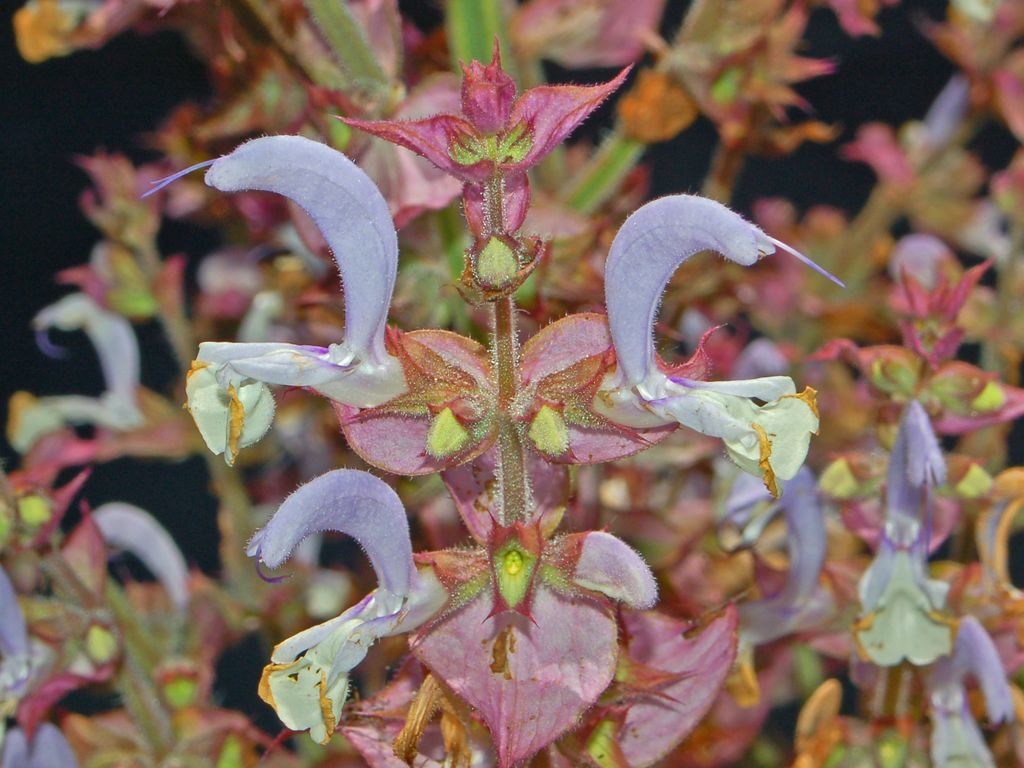
Fleur.

Les feuilles peuvent être utilisées, fraîches ou séchées, pour aromatiser les plats de viande : porc, veau, mouton, gibier, la charcuterie, les sauces...
Les grandes feuilles basales furent utilisées autrefois en Allemagne pour aromatiser le vin et lui donner un goût musqué. Elle a servi aussi en Angleterre à préparer de la bière comme substitut du houblon.
Sa culture de nos jours est essentiellement destinée à produire une huile essentielle utilisée dans la fabrication de vermouths, de liqueurs ou de parfums. Sa culture revêt une importance économique en France, en Hongrie et en Bulgarie.
Comme toutes les sauges, c'est aussi une plante mellifère, très attirante pour les abeilles charpentières (Xylocopa violacea) et les sphinx gazés.
Elle fait partie des plantes dont la culture est recommandée dans les domaines royaux par Charlemagne dans le capitulaire De Villis (fin du VIIIe ou début du IXe siècle).